# Cedar Rapids Ice Arena
Cedar Rapids Ice Arena är en inomhusarena i den amerikanska staden Cedar Rapids i delstaten Iowa och har en publikkapacitet på 4 000 åskådare. Inomhusarenan började byggas i juni 1999 och stod klar den 8 januari 2000. Den ägs av staden Cedar Rapids och underhålls av Venueworks. Den används primärt som hemmaarena till ishockeylaget Cedar Rapids Roughriders i United States Hockey League (USHL) men används också av ishockeylag på olika amatörnivåer, av konståkningsklubbar och av allmänheten.